# ビノッド・コースラ

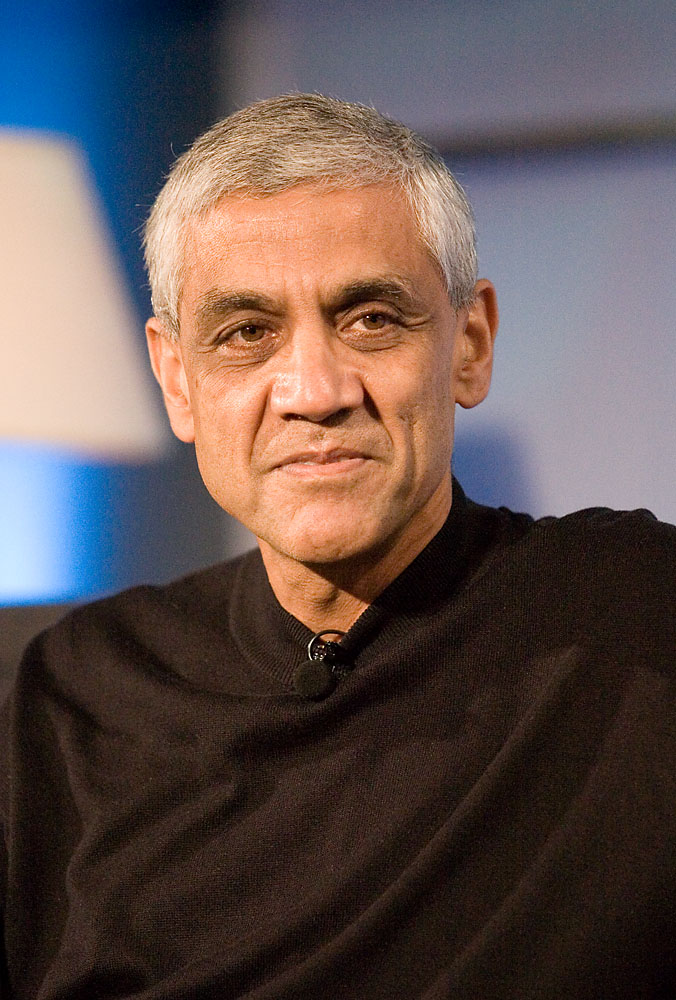
ビノッド・コースラ

ビノッド・コースラ（ヒンディー語: विनोद खोसला, 英語: Vinod Khosla, 1955年1月28日 - ）は、インド・プネー生まれのベンチャーキャピタリスト。米サン・マイクロシステムズ社の共同設立者の一人である。

## 経歴
陸軍士官の子息として生まれる。父に入隊を奨励されるが、16歳のときに Electronic Engineering Times 誌でインテル社の設立に関する記事を読み、起業家を志す。インド工科大学デリー校で電気工学技術の学士号を、カーネギーメロン大学で医用生体工学の修士号を、スタンフォード大学経営大学院で経営学修士号を取得した。
1979年にスタンフォード大学を卒業後、1982年に同窓生だったスコット・マクネリ、アンディ・ベクトルシャイム、そしてカリフォルニア大学バークレー校で修士号を取得したビル・ジョイらとともにサン・マイクロシステムズ社を設立。1984年まで最高経営責任者を務め、1985年に退社した。
1986年にシリコンバレーのベンチャーキャピタル会社クライナー・パーキンス・コーフィールド・アンド・バイヤーズ社のゼネラルパートナー（無限責任組合員）に就任。2004年には自身のベンチャーキャピタルである Khosla Ventures を設立。ベンチャーキャピタリストとして数々の企業の設立に携わっている。
また、コースラはシリコンバレーにあるインド人起業家支援組織の The Indus Entrepreneurs の設立者の一人であり、インドのビジネス新聞 Economic Times の編集者でもあった。

## 業績

### 設立
- サン・マイクロシステムズ
- Daisy Systems
- Khosla Ventures

### 設立支援
- NexGen（AMD社に買収）
- Excite
- @Home Network
- ジュニパーネットワークス
- Cerent
- Corvis

### 役員
- Grameen Foundation
- MetricStream
- E-asic
- Spatial Photonics Inc
- Xsigo
- moka5
- Infinera
- Kovio
- ZettaCore

### その他
- The Indus Entrepreneurs
- 1999 World Technology Award 最終選考
- DonorsChoose サンフランシスコ湾岸地帯諮問委員会名誉会長